# برازجان

برازجان،

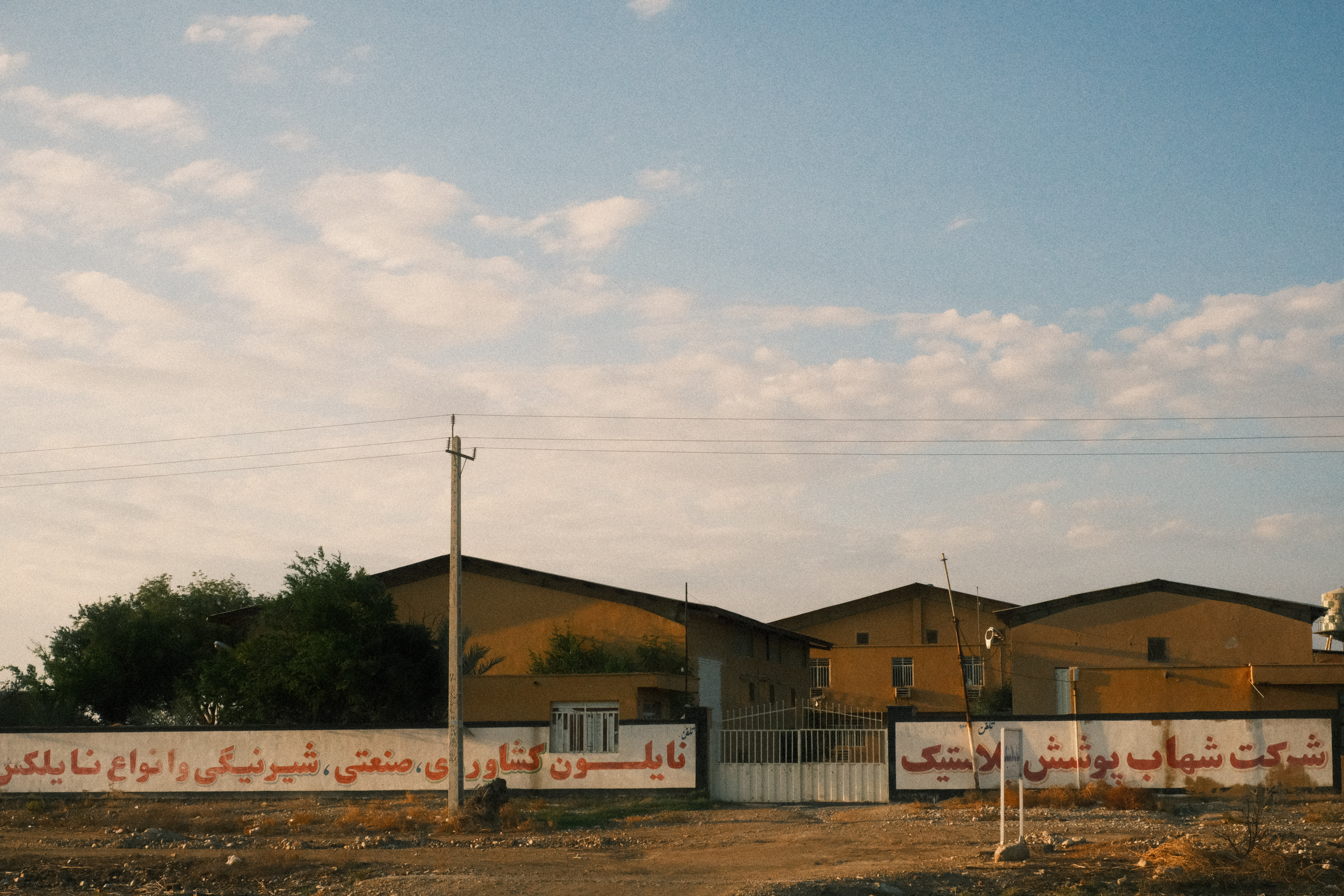
کارخانجات تولیدی و صنایع

بُرازجان، مرکز شهرستان دشتستان واقع در استان بوشهر است. برازجان بزرگ‌ترین شهر بخش مرکزی شهرستان دشتستان، بزرگ‌ترین شهر شهرستان دشتستان، بزرگ‌ترین شهر غیرساحلی استان و دومین شهر پرجمعیت استان می‌باشد که در ۶۵ کیلومتری شمال شرق بندر بوشهر و بر سر راه ارتباطی و بازرگانی شیراز -کازرون - بوشهر و در ارتفاع ۸۰ متری از سطح دریا واقع شده است. دژ برازجان، بزرگ‌ترین بنای تاریخی استان بوشهر به‌شمار می‌رود.

## تمدن ایلام باستان
برازجان یکی از مراکز تمدنی در دوران ایلامی به‌شمار می‌آید. ناحیه دشتستان کنونی و استان بوشهر یکی از مهم‌ترین مراکز تمدن کهن ایلام باستان به‌شمار می‌رود. بر مبنای مطابقت و مشابهت جغرافیایی و شواهد باستان‌شناسی، برخی تاریخدانان، دشتستانی‌ها یعنی لرها را بقایای ایلامیان می‌دانند که پس از سلطه آریایی‌ها، دچار تغییرات زبانی شده‌اند. جغرافیا تمدن ایلام باستان با جغرافیا لرنشین مطابقت دارد که شامل خوزستان، ایلام، لرستان، کهگیلویه و بویراحمد، چارمحال و بختیاری، بوشهر و برخی نواحی استان فارس می‌شود. ایلامیان از آغاز دوره پیش ایلامی تا پایان دوره ایلام نو، حدود ۲۶۶۱ سال در جنوب غربی ایران زندگی و حکومت می‌کردند.

## نام‌شناسی
دربارهٔ وجه تسمیه برازجان نظرات گوناگونی وجود دارد:
- برازجان متشکل از دو جزء است: «بُراز» به‌معنی شخص بزرگ و ارجمند و «جان» که تغییر یافتهٔ کلمه «گان» است، پسوند مکان می‌باشد. با این تفسیر، برازجان یعنی جایگاه بزرگان می‌باشد. فرصت‌الدوله شیرازی نیز در آثار عجم آورده است: «برازجان را برازگان نیز گویند.»[۱۰]

واژه «براز» در زبان پهلوی به معنای برازندگی و بلند مرتبگی است و در لری به شکل بَرز درآمده است که در دوران ساسانی به صورت پسوند و پیشوند در نامهای اشخاص دیده می‌شود، مانند شهر براز و برازه حکیم. پسوند گان هم به مانند لردگان به معنای مکان است.
- همچنین در کتاب "فرهنگ‌نامه بوشهر" تألیف دکتر سید جعفر حمیدی در خصوص وجه تسمیه نام شهر برازجان چنین نقل گردیده: «واژه "براز" و "بُرزه" در زبان پهلوی به‌معنی زبانه آتش، درخشنده، درخشندگی و روشنایی است و منطقه برازجان را به این دلیل که دشت‌های وسیع دشتستان غالباً از آفتاب درخشان و روشنی‌بخش برخوردار است و این روشنایی هم از نظر ایلامیان و هم از دیدگاه هخامنشیان مورد توجه بوده است، با واژه برازجان نامگذاری کرده‌اند که از دو بخش "براز" به‌معنی روشنایی یا آتش، و پسوند مکان، "گان که به "جان" تغییر شکل یافته، تشکیل شده است.»[۱۱]

## تاریخ
تاریخ برازجان به سه دوره تقسیم می‌شود:
1. تاریخ پیش از اسلام
2. صدر اسلام تا صفویه
3. صفویه تا کنون

### دوران پیش از اسلام
سابقهٔ شهر برازجان به دوران ایلامی بازمی‌گردد. در دهه ۱۳۵۰ شمسی به‌طور تصادفی کاخ زمستانی کوروش بزرگ در چرخاب برازجان کشف گردید. همچنین بقایای کاخ دیگری نیز به‌نام بردک سیاه کشف شده است.
هنگام حمله اعراب به دشتستان، مردم محلی مقاومت کردند تا اینکه در جنگ گناوه شکست خوردند و رهبرشان نیز کشته شد.

### دوران پس از اسلام تا صفویه
در دوران اسلامی برازجان رونق یافت. ابوالقاسم بن احمد جیحانی جغرافیدان قرن چهارم هجری در کتاب اشکال‌العالم نام برازجان را در کنار شهرهای فارس قدیم مانند کازرون و کمارج آورده است. برازجان در این دوره چند بار تخریب و بازسازی شده است.

### دوران صفویه تاکنون
اولین تفنگچیان ایران در دوران صفویه از مردم جنوب و دشتستان بودند. در دوره افشاریه مردم برازجان علیه نادرشاه شوریدند.
حدود ۳۰۰ سال پیش شخصی به‌نام حسین‌خان بر دشتستان حکومت می‌کرد. یکی از خادمان وی به‌نام ملاعلی از او تقاضا کرد تا یک آبادی احداث کند که به وی اجازه داده شد. ملاعلی بر روی خرابه‌های شهر قدیمی برازجان، شهر جدیدی بنا کرد. برازجان جدید به‌دلیل موقعیت جغرافیایی‌اش به‌سرعت پیشرفت کرد و بر جمعیت آن افزوده شد. حسین‌خان با عدم پرداخت خراج از سوی برازجان مواجه شد و به آن یورش برد و شهر را تخریب و مردم شهر را کشتار نمود. مردم شهر برازجان را دوباره در محله «چاه آب خطیری» بازسازی کردند اما حسین‌خان دوباره به شهر تاخت و آن را ویران کرد. سپس شاه منصور پسر ملاعلی در محله قلعه شهر را بازسازی نمود و مستحکم ساخت. در سومین حمله حسین‌خان به شهر، منصور خان با یارانش به مقابله او شتافت و در جنگی که در بنداروز درگرفت. برازجانی‌ها پیروز شدند و بدین ترتیب شهر از خطر نجات یافت.
در دوران زندیه، برازجان و دشتستان رو به اعتلا گذاشت. لطفعلی خان زند در هنگام نبرد با قاجاریان به برازجان پناه آورد و ۳۰۰ تفنگچی به کمکش آمدند. در دوران قاجار نیز در کتاب‌های مختلف از جمله فارسنامه ناصری و سفرنامه‌های مختلف از جمله لرد کرزن، محمدعلی سیاح محلاتی و… دربارهٔ قصبه برازجان یا شهر برازجان اشاراتی وجود دارد.

#### خوانین برازجان
معروف‌ترین خان‌های برازجان سالم‌خان و میرزا محمدخان غضنفرالسلطنه برازجانی هستند.
سالم‌خان فردی نیکوکار بود و خدماتی ارزنده در زمان خود به مردم برازجان کرد؛ از جمله حمام سالم‌خانی و قنات سالم‌خانی که سال‌ها مورد استفاده مردم بود.
میرزا محمدخان دارای نبوغ سیاسی بود و ذوق شاعرانه داشت. در جریان جنگ جهانی اول وی رشادت‌ها کرد و با انگلیسی‌ها در تنگه چغادک جنگید. او در جریان خلع سلاح جنوب در زمان پهلوی از خود مقاومت نشان داد و سرانجام در سال ۱۳۰۸ به‌دست عاملان پهلوی و با زبان روزه در منطقه پشت‌کوه کشته شد و در شاه پسر مرد به خاک سپرده شد.

## جمعیت
براساس سرشماری رسمی سال ۱۳۹۵ این شهر با جمعیت ۱۱۰۵۶۷ نفر، دومین شهر پرجمعیت استان بوشهر است.
بیشترین رشد جمعیت برازجان بین سال‌های ۵۵ تا ۶۵ بود که از ۳۱۶۱۱ به ۶۷۰۵۲ نفر رسید. افزایش نرخ جمعیت برازجان بیشتر بخاطر مهاجرت روستاییان به شهر بوده است. همچنین در زمان جنگ عده‌ای از خوزستانی‌ها به برازجان آمدند و در شهرک فتح جا داده شدند.

## طبیعت

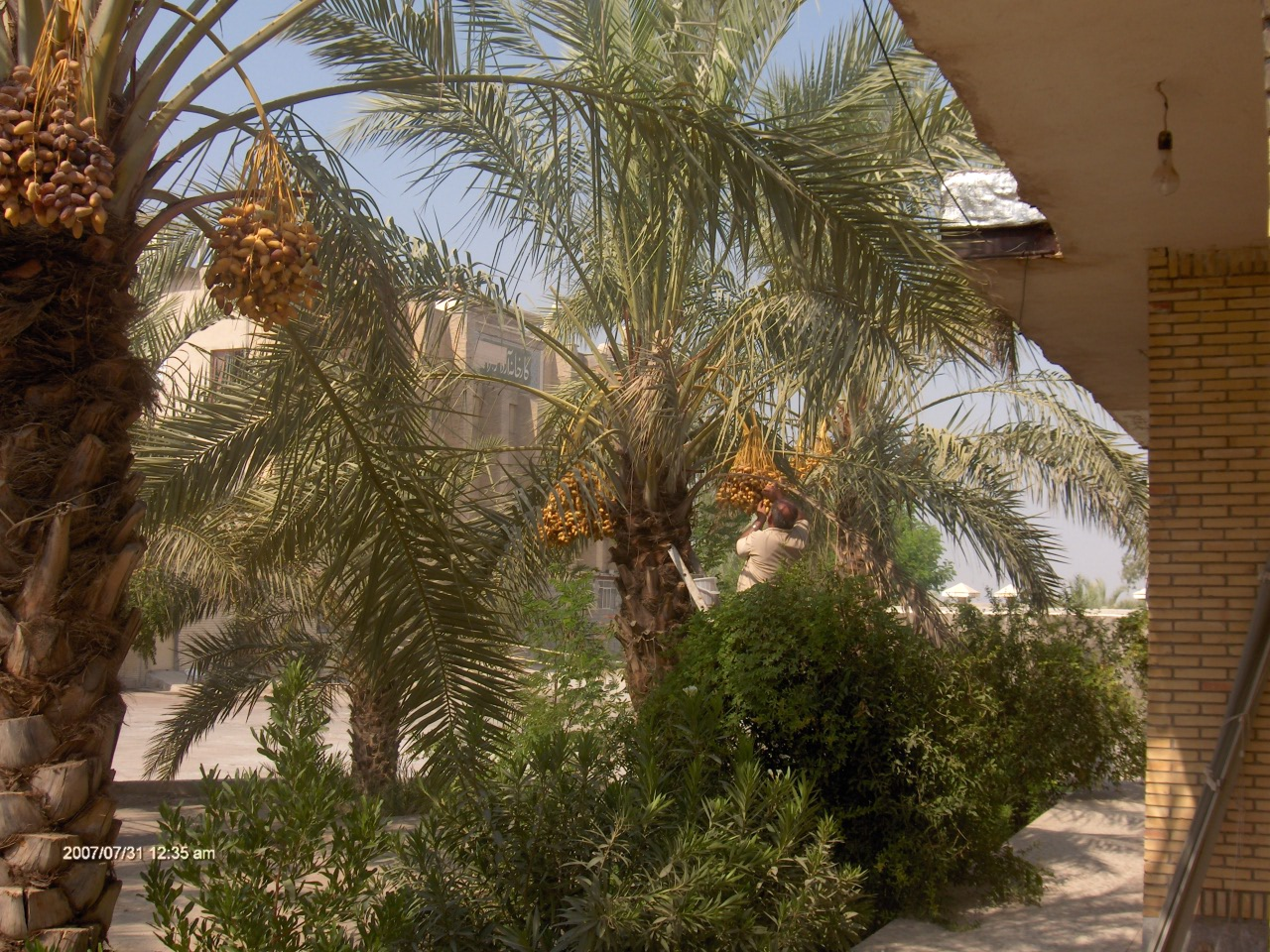
مردی در حال چیدن خرما (برازجان)

از درختان معروف این سرزمین نخل، گز، کهور، بادام کوهی (به گویش محلی: اهلوک)، خَرگ (استبرق) و کُنار را می‌توان برشمرد.

## مردم
بیشتر اهالی برازجان از عشایر آبادی‌نشین حیات داوودی و دشتی‌اند که به گویش دشتستانی تکلم می‌کنند و پیرو مذهب شیعة اثنی‌عشری‌اند.
یوشیدا ماساهارو نخستین سفیر ژاپن در ایران در دوران قاجار که از طریق دریا و بندر بوشهر وارد ایران شد از کمک‌های مردم دشتستان تمجید و اهالی آن را مردمی مهمان‌نواز و با فرهنگ می‌داند.

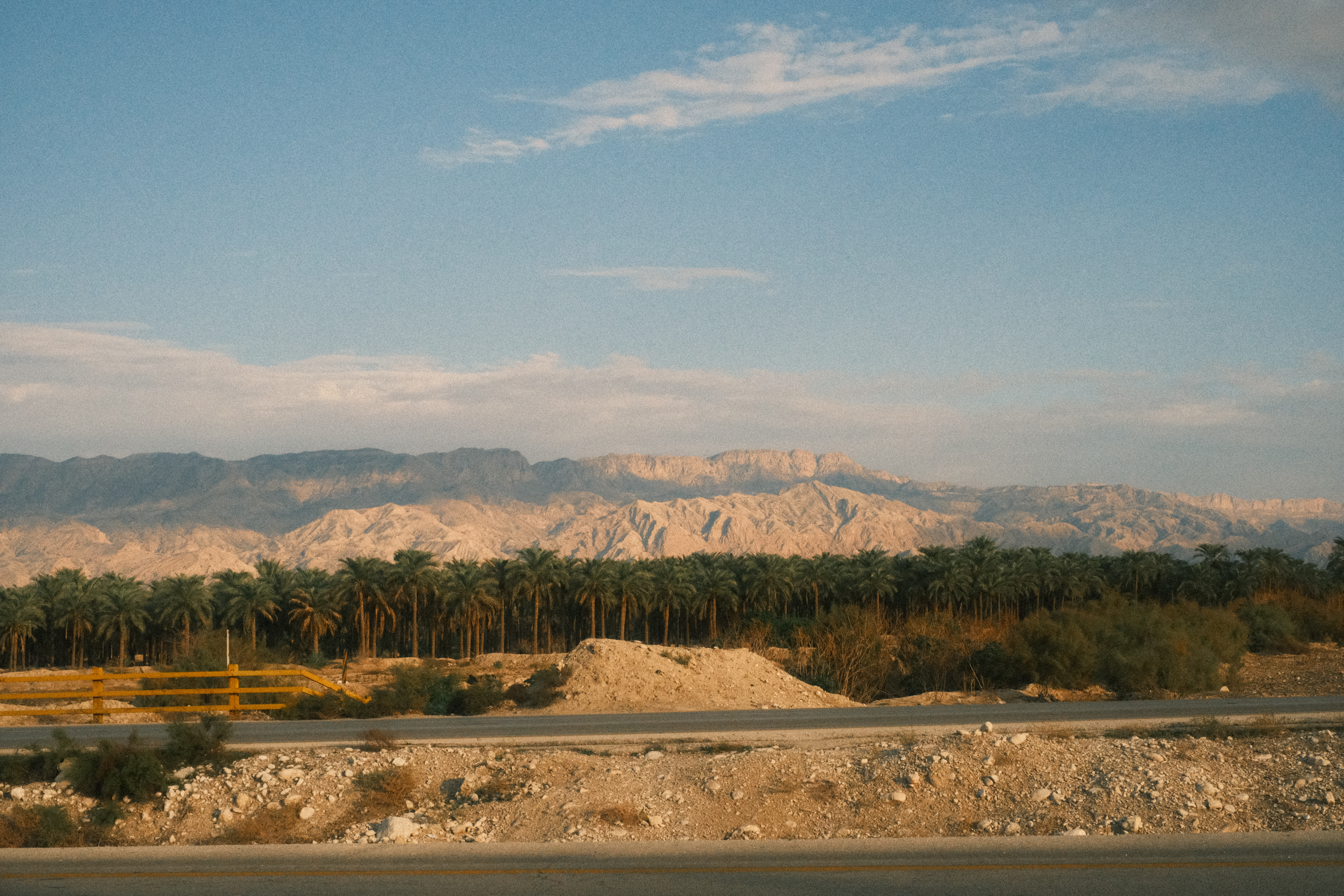
جاده برازجان به کنارتخته

### دین و مذهب
بیشتر ساکنان برازجان مسلمان و شیعه‌مذهب هستند. تعداد اندکی سنی‌مذهب هم در این شهر زندگی می‌کنند.
تا پیش از سال ۱۳۵۷ چند خانوار یهودی در برازجان سکونت داشتند. آنها بیشتر در اطراف بازار روز برازجان ساکن بودند و به زرگری و بزازی و فروش مشروبات الکلی و دعانویسی اشتغال داشتند. پس از پیروزی انقلاب اسلامی ایران همهٔ یهودیان ساکن برازجان به اسرائیل و شیراز مهاجرت کردند.

### فرهنگ

#### غذاهای محلی
با توجه به اقلیم گرم و خشک برازجان، ساکنان برازجان از گذشته تا به امروز به غذاهای به‌خصوصی روی آورده‌اند که معمولاً مزهٔ تند و ترش دارند. همچنین نزدیکی به دریا باعث شده فرآورده‌های دریایی به‌وفور در اختیار مردم قرار گیرد. از این دسته غذاها می‌توان به قلیه ماهی، میگو، دال‌عدس، پَهتی چُندُر، اُوداغک (اِشکنه)، لِلَک، رشته تِپَک، مشتک، تیلیت ماست، تیلیت کشک و بادمجان تنوری اشاره کرد.

#### ضرب‌المثل‌های محلی
در گویش لری دشتستانی و به‌خصوص شهر برازجان، ضرب‌المثل‌ها و کنایه‌های زیادی وجود دارد که به برخی از آنها اشاره می‌شود:
هی فلک تا کی کلک سی همه برنجه سی ما/ایما للک (فارسی: سی به معنای برای، ایما به معنای ما و للک نوعی خوراکی است)
اُو شیرین نه ماله خره: (فارسی: آب شیرین برای الاغ نیست) هر کسی لایق خوبی نیست.
سگ دمِ خونِی صاوش زوون داره (فارسی: سگ در خانه صاحبش زبان دارد)
دس بِیل ری کُلَهِت تا باد نیَرِش: (فارسی: دست بگذار روی کلاهت تا باد آن را نبرد) حواست به خودت باشد.

## نشریه‌ها
- اتحاد جنوب اولین نشریه برازجان است که به مدیر مسئولی اکبر صابری ۲۶ اسفندماه ۱۳۷۷ اولین شماره آن منتشر شد و تاکنون بدون وقفه منتشر شده است. این نشریه که گستره استانی دارد از نشریات منتقد دولت نهم و دهم بود و دارای مخاطبان فراوانی است.[نیازمند منبع]
- دریای جنوب از دیگر نشریه‌های برازجان بود که دفتر مرکزی آن اخیراً به شهر بوشهر منتقل شده است.
- آوای توج دیگر هفته‌نامه برازجانی است. (اکنون دیگر چاپ نمی‌شود)[۲۷]
- سفیر دشتستان هم دیگر نشریه برازجان بود که به‌دلیل توهین به رهبر ایران، توسط اداره ارشاد استان بوشهر توقیف شد.[۲۸]

## کتابخانه‌ها
در برازجان سه کتابخانه بزرگ وجود دارد:
- کتابخانه مرکزی شهر برازجان (واقع در در خیابان حسینیه اعظم)
- کتابخانه شهید بهشتی
- کتابخانه شهرداری (دربرگیرنده حدود ۳۰٬۰۰۰ جلد کتاب)

#### مراکز آموزش عالی
دانشگاه آزاد واحد برازجان، دانشگاه پیام نور، دانشکده کشاورزی، دانشگاه جامع علمی و کاربردی، مرکز تربیت معلم شهید رجایی، مرکز آموزش عالی غیردولتی رهجویان دانش، حوزه علمیه ۱۴ معصوم (ع) آقایان، حوزه علمیه سفیران هدایت امام حسن مجتبی (ع) آقایان و حوزه علمیه حضرت رقیه (س) بانوان مراکز آموزش عالی دشتستان هستند که همگی در برازجان دارند.

## جاذبه‌های گردشگری

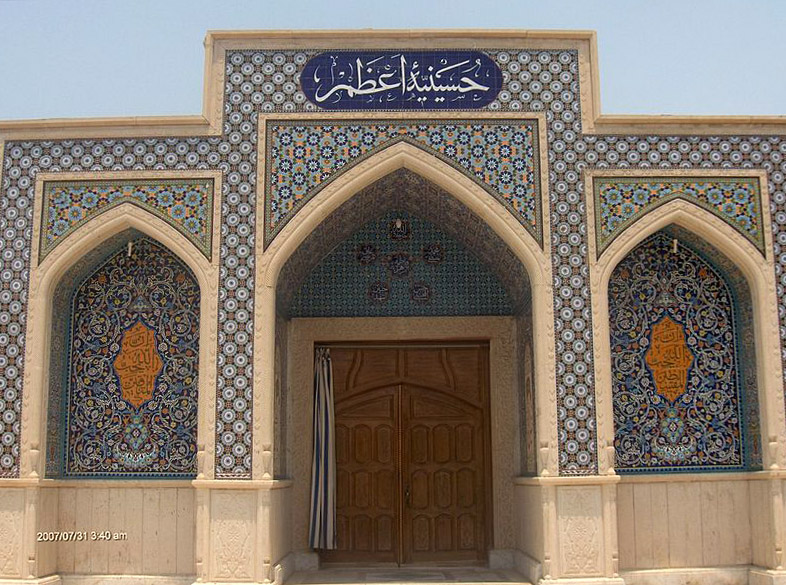
حسینیه اعظم برازجان

مساجد قدیمی برازجان: مسجد فردوس، مسجد جنت و مسجد قلعه، مسجد دلگشا
از جاذبه‌های گردشگری ورزشی برازجان می‌توان به پیست پاراگلایدر سواری که در کوه بیمرد که در فاصلهٔ ۱۵ کیلومتری برازجان قرار دارد اشاره کرد که در نوع خود یکی از بهترین پیست‌ها برای ورزشکاران این رشته محسوب می‌گردد.

### جاذبه‌های تاریخی
آثار باستانی برازجان شامل کاخ زمستانی کوروش (چرخاب)، دژ برازجان، و تل مر می‌باشد.
موقعیت و ویژگی آثار تاریخی برازجان:
1. کاخ زمستانی کوروش هخامنشی: در جنوب غربی برازجان، با قدمتی حدود ۲۵۰۰ سال که تلاش برای یافتن بقایای آن ادامه دارد.
2. دژ برازجان یا کاروانسرای مشیرالملک: به‌عنوان نماد اصلی شهر برازجان در میانه شهر، مربوط به اوایل قاجاریه، ساخته شده از سنگ با نمای بسیار زیبا و منحصر به‌فرد.

همچنین بازار قدیمی و سرپوشیده برازجان از جمله آثار تاریخی دشتستان است.